# Connor Buckley
Connor Buckley (Estados Unidos, 5 de marzo de 1999) es un jugador profesional estadounidense de rugby que se desempeña en la posición de medio scrum en Old Glory DC, equipo perteneciente a la liga Major League Rugby.

## Carrera
En 2020, Buckley se unió al equipo Rugby New York (2020-2023), después pasó a Old Glory DC, con el cual disputa su cuarta temporada en la Major League Rugby.